# Махарадзе, Малхаз Платонович
Малхаз (Махо) Платонович Махарадзе (2 марта 1963, Батуми — 20 ноября 2024) — советский и грузинский футболист, выступавший на позициях защитника и полузащитника. Основную часть своей карьеры провёл в составе тбилисского и батумского «Динамо». Сыновья — Каха (род. 1987) и Борис (род. 1990) также стали футболистами, Каха выступал за сборную Грузии.
Начинал карьеру в 1982 году в составе тбилисского «Динамо». Выступал за данный клуб до 1986 года. В течение 1987 года выступал за «Гурию». С 1988 по 1999 год выступал за батумское «Динамо», где и закончил карьеру.
Умер 20 ноября 2024 года в возрасте 61 года.